# Леердам (сыр)
Леердам (нид. Leerdammer kaas) — один из сортов твёрдых нидерландских сыров.
Сыр Леердам промышленно производится в Нидерландах с 1976 года на основе коровьего молока. Вкус был разработан фирмами Cees Boterkooper и Bastian Baars, имеет сходство с популярными марками сыра Гауда и Эмменталь и обозначается производителем как ореховый мягкий. Сыр Леердам имеет несколько вкусовых разновидностей: Leerdammer original, Leerdammer Lightlife, Leerdammer Yoghu, Leerdammer Caractère и Leerdammer Delacrème. Производится головками весом около 12 кг. Жирность сыров — 45 %.
С 2002 года право на производство сыра марки Леердам принадлежало французской фирме-производителю сыров Fromageries Bel, а в 2021 году перешло к Lactalis. Первоначально производился в деревне Схонревурд, около города Лердам (откуда и название). В XXI веке основными потребителями сыра Леердам, кроме Нидерландов, являются Германия, Италия, Австрия и Франция. В Россию этот сыр обычно поставляется под названием «Маасдам».